# Sedum hirsutum
Espèce
Classification phylogénétique
L'Orpin hérissé ou Orpin hirsute (Sedum hirsutum) est une espèce de plantes herbacées de la famille des crassulacées.

## Description

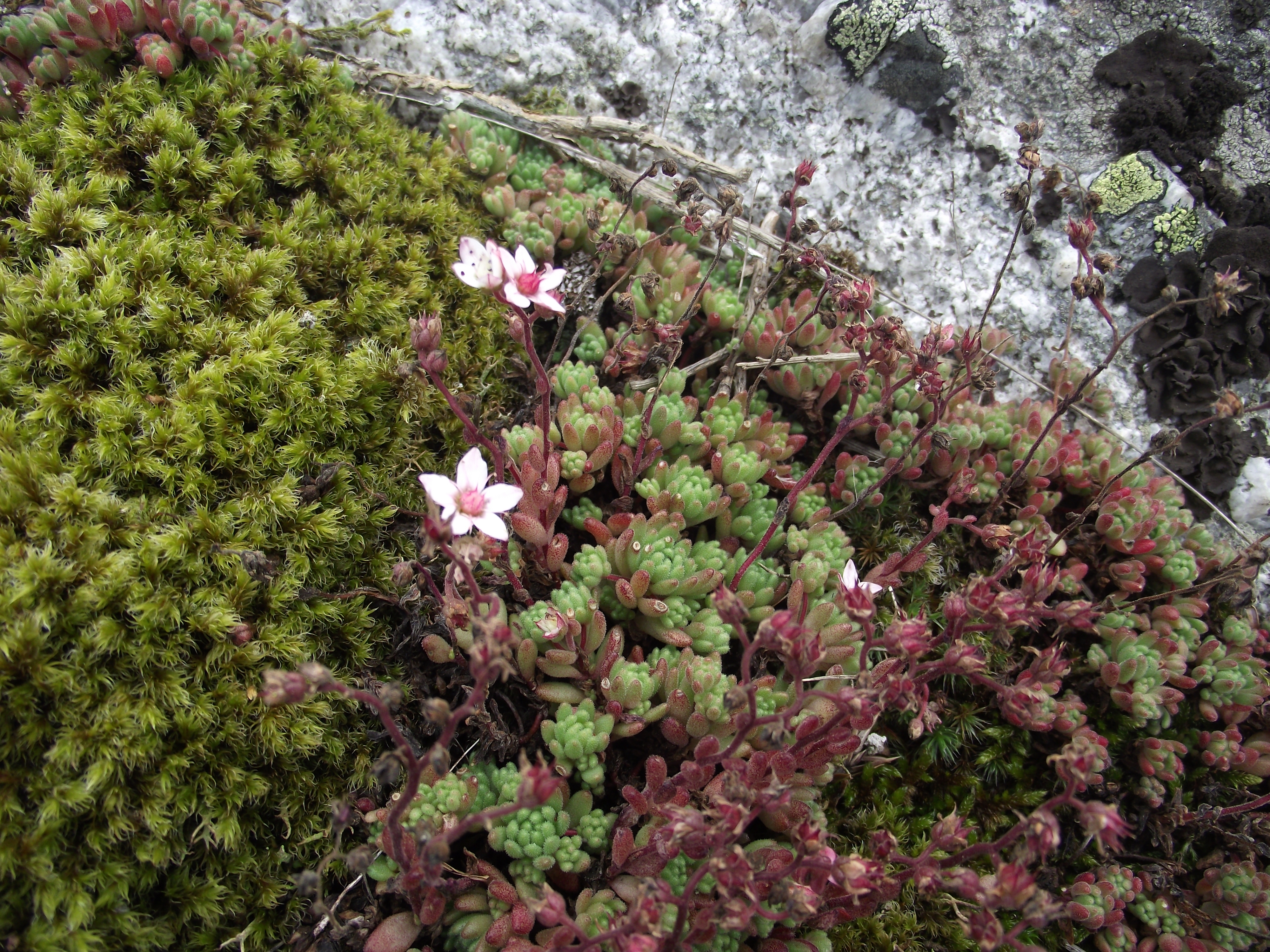
Orpin hérissé dans les monts d'Aubrac (Massif central). Altitude : 1 300 m

L'Orpin hirsute est une plante succulente vivace de 5-10 cm, densément gazonnante, aux tiges multiples partant d'une souche, à grandes fleurs blanches et à feuilles charnues et glanduleuses. Il se rencontre dans les rochers et les rocailles sur sols siliceux.

## Biotope et répartition
L'Orpin hirsute est une plante qui croît sur les rochers granitiques. Il est classé comme orophyte méditerranéen et endémique des montagnes bordant l'ouest de la Méditerranée. En France, on le trouve exclusivement dans le Massif central et les Pyrénées. Ailleurs en Europe, il est surtout présent en Espagne (monts Cantabriques, sierra de Guadarrama) et dans les montagnes du nord du Portugal.

## Utilisation
Une étude a mis en évidence le potentiel d'enracinement de boutures de Sedum hirsutum et autres Sedum, qui peut être intéressant pour une utilisation sur les toits verts extensifs. 
Les résultats ont montré que les performances de propagation des Sedum étaient bonnes. Les plantes peuvent être multipliées à une échelle commerciale à partir de boutures en peu de temps, variant entre 1 et 3 mois selon les espèces de Sedum sp.